# Olympische Jugend-Sommerspiele 2014/Teilnehmer (San Marino)
| Gelbes Symbol für Goldmedaillen mit stilisierten Olympischen Ringen | Graues Symbol für Silbermedaillen mit stilisierten Olympischen Ringen | Braundes Symbol für Bronzemedaillen mit stilisierten Olympischen Ringen |
| ------------------------------------------------------------------- | --------------------------------------------------------------------- | ----------------------------------------------------------------------- |
| —                                                                   | —                                                                     | —                                                                       |

Die Jugend-Olympiamannschaft aus San Marino für die II. Olympischen Jugend-Sommerspiele vom 16. bis 28. August 2014 in Nanjing (Volksrepublik China) bestand aus drei Athleten. Sie konnten keine Medaille gewinnen.

## Athleten nach Sportarten

### Schießen
Mädchen
- Agata Riccardi
Luftgewehr 10 m: 16. Platz (Qualifikation)
Luftgewehr Mixed: 4. Platz (mit Andrija Milovanović  Serbien)

### Schwimmen
| Mädchen - Elena Giovannini 200 m Freistil: 31. Platz (Vorrunde) 400 m Freistil: 28. Platz (Vorrunde) | Jungen - Davide Bernardi 50 m Freistil: 36. Platz (Vorrunde) 50 m Rücken: 27. Platz (Vorrunde) |